# Mesochorus melalophacharopse
Mesochorus melalophacharopse là một loài tò vò trong họ Ichneumonidae.